# Friederike Caroline Neuber
Friederike Caroline Neuber (Reichenbach im Vogtland, 9 marzo 1697 – Laubegast, 29 novembre 1760) è stata un'attrice teatrale tedesca.
Il suo cognome da nubile era Weissenborn; condusse una vita avventurosa insieme al marito Johann Neuber (1697-1759), cercando di imporre un vasto repertorio di drammi in versi in Russia e in Germania, di più elevato valore letterario, per contrastare la popolarità che avevano all'epoca figure popolari come Hanswurst. L'accademico Johann Christoph Gottsched fu per anni l'animatore di questo repertorio che spaziava da testi di Voltaire, Corneille e Racine con scene e costumi di rara eleganza.
Mettendo in scena testi così impegnativi per l'epoca, la compagnia, di cui la Neuber era primattrice e guida, non ebbe notevoli successi di pubblico e fra rivalità con altri artisti e rottura con Gottsched, finì per sciogliersi. La Neuber fu anche autrice di commedie e, postuma, la sua vita avventurosa divenne il soggetto di molte opere narrative e teatrali.